# Music from The Body
Az 1970. november 28-án megjelent album Roger Waters és Ron Geesin közös alkotása, egy orvosi dokumentumfilm, a The Body zenéje. Az Anthony Smith könyvéből készült filmhez írt zene Roger Waters első próbálkozása a Pink Floydon kívül. Az utolsó számban Wright, Gilmour és Mason is közreműködik.

## Dalok
1. Our Song – 1:24 Geesin/Waters
2. Sea Shell And Stone – 2:17 Waters
3. Red Stuff Writhe – 1:11 Geesin
4. A Gentle Breeze Blew Through Life – 1:19 Geesin
5. Lick Your Partners – 0:35 Geesin
6. Bridge Passage For Three Plastic Teeth – 0:35 Geesin
7. Chain Of Life – 3:59 Waters
8. The Womb Bit – 2:06 Geesin/Waters
9. Embryo Thought – 0:39 Geesin
10. March Past Of the Embryos – 1:08 Geesin
11. More Than Seven Dwarfs In Penis-Land – 2:03 Geesin
12. Dance of The Red Corpuscles – 2:04 Geesin
13. Body Transport – 3:16 Geesin/Waters
14. Hand Dance – Full Evening Dress – 1:01 Geesin
15. Breathe – 2:53 Waters
16. Old Folks Ascension – 3:47 Geesin
17. Bed-Time-Dream-Clime – 2:02 Geesin
18. Piddle In Perspex – 0:57 Geesin
19. Embryonic Womb-Walk – 1:14 Geesin
20. Mrs. Throat Goes Walking – 2:05 Geesin
21. Sea Shell and Soft Stone – 2:05 Geesin/Waters
22. Give Birth To a Smile – 2:49 Waters

## Külső hivatkozások
- Music from The Body